# فروزنبایت
فروزنبایت (انگلیسی: Frozenbyte) شرکت بازی ویدئویی فنلاندی است، که در سال ۲۰۰۱ تأسیس شد.